# Пруга Београд ранжирна—Батајница
Магистрална пруга 111 Београд ранжирна—Батајница је железничка пруга у београдском железничком чвору која повезује ранжирну станицу Београд са пругама на северу и западу земље.